# Stomias boa boa
El pez dragón (Stomias boa boa) es una subespecie de pez de la familia Stomiidae en el orden de los Stomiiformes. Puede llegar a tener los dientes tan largos al punto de no poder cerrar la boca.

## Morfología
Los machos pueden llegar alcanzar los 32,2 cm de longitud total.

## Alimentación
Generalmente se alimentan de varios peces, huesos de éstos y crustáceos.

## Depredadores
Es depredado por Xiphias gladius , Galeus melastomus, Merluccius paradoxus ( en Namibia) y Merluccius capensis (Namibia).

## Hábitat
Es un pez de mar y de aguas profundas que vive entre 200-1500 m de profundidad.

## Distribución
Se encuentra en el Atlántico oriental (desde el Mediterráneo occidental hasta Mauritania,  y desde Angola hasta Sudáfrica),  el suroeste del Atlántico (desde Nunavut hasta Argentina), el sureste del Pacífico (Chile) y las regiones subantárticas del Índico.